# ARMA 3
ARMA 3 (também estilizado como ARMA III, Arma 3, Arma III, ArmA 3 e ArmA III) é um videojogo de mundo aberto militar tático de tiro em primeira e terceira pessoa desenvolvido pelo estúdio checo Bohemia Interactive Studio, para Microsoft Windows. Foi lançado em 12 de setembro de 2013.
Passados mais de 25 anos desde os eventos de ARMA 2, em 2035, forças da OTAN posicionadas ilhas do no Mar Mediterrâneo de Altis (baseada em Lemnos) e Stratis (baseada em Agios Efstratios). Após uma brutal guerra civil entre as Forças Armadas de Altis (AAF) e o grupo rebelde FIA, a OTAN coloca Tropas de Manutenção da Paz em Altis e tenta assegurar a trégua entre os dois grupos. Após uma crise econômica, a pequena guarnição da OTAN começam a retirada da ilha, entretanto, de repente são atacadas pela AAF e logo soldados do CSAT (Canton-Protocol Strategic Alliance Treaty; Tratado de Aliança Estratégica do Protocolo de Cantão), uma aliança militar oriental liderada por Irã e China, entram em Altis a favor da AAF. Durante a campanha singleplayer (um jogador), o jogador joga como um soldado do Exército dos Estados Unidos, Cabo Ben Kerry. Inicialmente o jogador precisa sobreviver por conta própria após forças aliadas são derrotadas pela coalização AAF-CSAT, logo após ele faz contato com o misterioso Capitão Miller, um soldado da SBS fazendo uma operação altamente clandestina que atrapalha tanto os planos da OTAN quanto da CSAT. Durante a campanha, o jogador irá encarar diversas missões, desde infiltrar bases inimigas por conta própria, travar guerra de guerrilha até comandar operações miltares de grande escala. O jogador poderá escolher diferentes objetivos e armamento (como VANTs, artilharia, e apoio aéreo aproximado) de acordo com o estilo de jogo do jogador.
Arma 3 se passa nas ilhas de Altis e Stratis, baseadas em Lemnos e Agios Efstratios, no Mar Egeu da Grécia. As ilhas apresentam terreno foto-realistico e ambientes aquáticos. Altis é o maior território das séries ARMA, com uma área terrestre de 270 km². A ilha menor, Stratis, tem uma área de 20 km². A ilhas também tem mais de 50 vilas com construções penetráveis e destrutíveis. Durante a produção do jogo, dois desenvolvedores da Bohemia Interactive Studio foram presos em Lemnos acusados de espionagem enquanto tiravam fotos de referência para o jogo.
Imagens do gameplay de Arma 3 tem sido frequentemente confundido com imagens reais de combate, deliberadamente deturpadas como tal em fake news ou usadas em propagandas. As filmagens do jogo são editadas ou modificadas para evitar a fácil identificação da farsa. Farsas envolvendo imagens de Arma normalmente consistem em imagens instáveis de baixa resolução de guerra antiaérea em ambientes noturnos, com terra ou pessoas raramente visíveis, muitas vezes retratando a aplicação irreal de recursos militares. Alguns desses hoaxes também podem deixar involuntariamente recursos de jogo, como elementos visíveis do HUD ou efeitos sonoros no jogo.